# Sparkasse Elbe-Elster
Die Sparkasse Elbe-Elster ist eine öffentlich-rechtliche Sparkasse mit Sitz in Finsterwalde im südlichen Brandenburg. Eingetragen ist sie beim Amtsgericht Cottbus unter der Registernummer HRA-Nr. 1172.
Sie ist Mitglied im Ostdeutschen Sparkassenverband und über diesen dem Deutschen Sparkassen- und Giroverband angeschlossen. Die Sparkasse Elbe-Elster ist eine Anstalt des öffentlichen Rechts.

## Geschichte
Die Sparkasse Elbe-Elster entstand am 1. Januar 1995 aus dem Zusammenschluss der ehemals eigenständigen Kreissparkassen in Bad Liebenwerda (Gründung: 1856), Finsterwalde (Gründung: 1885) und Herzberg (Elster) (Gründung: 1837).
Am Dienstag, den 1. August 1837 öffnete die Kreissparkasse in Herzberg ihre Türen. Im Hause des Kaufmanns Carl Gottlieb Caspar in der Kirchstraße 2 in Herzberg an der Elster nahmen die ersten Sparkassenangestellten ihre Geschäftstätigkeit auf. Carl Gottlieb Caspar betreute als Kassenführer die ersten Kunden. Das Sparkassenbuch mit der Nummer 1 stellte er über runde 12 Taler für Fräulein Marie Sommer aus. Das Geldinstitut des Schweinitzer Kreises war anfangs immer dienstags und freitags von 8:00 bis 12:00 Uhr geöffnet. Der 1. August 1837 gilt bis heute als historisches Gründungsdatum der Sparkasse Elbe-Elster.

## Organisationsstruktur
Die Sparkasse Elbe-Elster ist eine mündelsichere, dem gemeinen Nutzen dienende rechtsfähige Anstalt des öffentlichen Rechts nach dem Recht der Bundesrepublik Deutschland und betreibt die in der nach § 32 Abs. 1 Nr. 1 des Brandenburgischen Sparkassengesetzes (BbgSpG) erlassenen Rechtsverordnung vorgesehenen Geschäfte. Rechtsgrundlagen sind das Brandenburgische Sparkassengesetz, die Sparkassenverordnung des Landes Brandenburg und die durch den Verwaltungsrat der Sparkasse erlassene Satzung. Organe der Sparkasse sind nach dem Sparkassengesetz der Verwaltungsrat und der Vorstand. Dem Verwaltungsrat gehören 15 Mitglieder an. Er besteht aus dem Vorsitzenden (§ 10 BbgSpkG), 9 weiteren Mitgliedern (§ 11 Abs. 1 BbgSpkG) und 5 Beschäftigten der Sparkasse (§ 11 Abs. 2 BbgSpkG). Der Vorstand besteht aus 2 Mitgliedern. Der Träger der Sparkasse Elbe-Elster ist der Landkreis Elbe-Elster.
| Kennzahlen                                     | Angaben gemäß Jahresabschluss 2016 |
| ---------------------------------------------- | ---------------------------------- |
| Bilanzsumme (DBS)                              | 1,788 Mrd. €                       |
| bilanzielle Kundeneinlagen                     | 1,376 Mrd. €                       |
| Kurswerte Wertpapiergeschäft                   | 222,6 Mio. €                       |
| Kundenkreditvolumen (einschl. S-Kreditpartner) | 596 Mio. €                         |
| Leasing                                        | 2,5 Mio. €                         |
| Investitionsvolumen                            | 2,93 Mio. €                        |
| Ertragssteuern                                 | 5,41 Mio. €                        |
| Mitarbeiter (davon Auszubildende)              | 338 (davon 34)                     |
| Kontoanzahl                                    | 161.646                            |
| Geschäftsstellen + Selbstbedienungsstellen     | 22+2                               |
| Geldausgabeautomat                             | 35                                 |
| SB-Terminals                                   | 21                                 |
| Kontoauszugsdrucker                            | 33                                 |